# Erec y Enide
Erec y Enide, novela de Manuel Vázquez Montalbán, es -en cierto modo- una relectura de Erec et Enide, primer roman del ciclo artúrico de Chrétien de Troyes. 
El autor analiza tres soledades: la de Julio Matasanz, profesor emérito especialista en literatura medieval; la de su esposa, Madrona, y la de la pareja formada por Myriam y Pedro (éste, ahijado de los dos anteriores). 
Es una narración en la que se mezcla la sensibilidad y la denuncia social.